# Estêvão (homem espectável)
Estêvão (em latim: Stephanus) foi um oficial bizantino do século VI, ativo sob o imperador Justino I (r. 518–527). Era parente de Vitaliano. Como homem espectável e conde, foi enviado em fevereiro ou março 519 com Leôncio por Justino para encontrar emissários do papa Hormisda. Eles se encontraram em Escampa, no Novo Epiro.